# 徐應簧
徐應簧，字軒卿，號鳳谷，浙江嚴州府淳安縣人。明朝政治人物、進士出身。

## 生平
万历十三年（1585年）乙酉科浙江鄉試舉人，十七年（1589年）己丑科进士，工部觀政，二十一年授大理寺右評事，二十三年升工部主事，二十四年差管節慎庫，二十六年升员外郎，升郎中，督理三殿大工，裁减内官滥耗八万余两，本年出守武昌府。時税璫暴虐商民，致激變，璫欲羅織無辜，誣指劫税。應簧执法不阿，遂與中官意左，資满弗遷，在任七載，萬曆三十三年九月始升本省副使，三十六年（1608年）八月轉布政司右參政，三十八年考察降用，遂致仕歸。

## 家族
曾祖徐源。祖父徐讓，赠工部员外郎。父徐楚，四川參政，進階嘉議大夫。
嚴州府蜀阜里有「三代聯芳」牌坊，爲进士徐楚、徐应簧、（万历十六年）舉人徐鹏程立。